# Judo op de Olympische Zomerspelen 2004 – Klasse boven 78 kilogram vrouwen
Het judotoernooi in de klasse boven 78 kilogram voor vrouwen op de Olympische Zomerspelen 2004 vond plaats op vrijdag 20 augustus 2004. Regerend olympisch kampioene was Yuan Hua uit China, die in Athene ontbrak. In totaal kwamen 22 judoka's uit 22 landen uit in de zwaargewichtklasse.

## Programma
Alle tijden zijn  (UTC+2)
| Datum                    | Tijd              | Ronde                              |
| ------------------------ | ----------------- | ---------------------------------- |
| vrijdag 20 augustus 2004 | 10:30 13:00 17:00 | Kwalificaties Halve finales Finale |

## Toernooischema

### Laatste 4
|  | Halve finale      | Halve finale |  |              | Finale        | Finale |
|  |                   |              |  |              |               |        |
|  |                   |              |  |              |               |        |
|  | Daima Beltrán     | 1000         |  |              |               |        |
|  | Sun Fuming        | 0000         |  |              |               |        |
|  |                   |              |  |              | Daima Beltrán | 0100   |
|  |                   |              |  | Maki Tsukada | 1000          |        |
|  | Tea Donguzashvili | 0000         |  |              |               |        |
|  | Maki Tsukada      | 0210         |  |              |               |        |

### Herkansingen
|  | Herkansing      | Herkansing      | Herkansing |  |  | Bronzen medaille  | Bronzen medaille  | Bronzen medaille |
|  |                 |                 |            |  |  |                   |                   |                  |
|  | Giovanna Blanco | Giovanna Blanco | 0000       |  |  |                   |                   |                  |
|  | Insaf Yahyaoui  | Insaf Yahyaoui  | 1012       |  |  | Insaf Yahyaoui    | Insaf Yahyaoui    | 0000             |
|  |                 |                 |            |  |  | Tea Donguzashvili | Tea Donguzashvili | 0210             |
|  |                 |                 |            |  |  |                   |                   |                  |
|  |                 |                 |            |  |  |                   |                   |                  |
|  |                 |                 |            |  |  |                   |                   |                  |
|  |                 |                 |            |  |  |                   |                   |                  |

|  | Herkansing        | Herkansing        | Herkansing |  |  | Bronzen medaille  | Bronzen medaille  | Bronzen medaille |
|  |                   |                   |            |  |  |                   |                   |                  |
|  | Choi Sook-ie      | Choi Sook-ie      | 0000       |  |  |                   |                   |                  |
|  | Marina Prokofjeva | Marina Prokofjeva | 1000       |  |  | Marina Prokofjeva | Marina Prokofjeva | 0000             |
|  |                   |                   |            |  |  | Sun Fuming        | Sun Fuming        | 1000             |
|  |                   |                   |            |  |  |                   |                   |                  |
|  |                   |                   |            |  |  |                   |                   |                  |
|  |                   |                   |            |  |  |                   |                   |                  |
|  |                   |                   |            |  |  |                   |                   |                  |

## Eindrangschikking
| №      | Naam                     | NOC |
| ------ | ------------------------ | --- |
| Goud   | Maki Tsukada             | JPN |
| Zilver | Daima Beltrán            | CUB |
| Brons  | Tea Donguzashvili        | RUS |
| Brons  | Sun Fuming               | CHN |
| 5      | Insaf Yahyaoui           | TUN |
| 5      | Marina Prokofjeva        | UKR |
| 7      | Giovanna Blanco          | VEN |
| 7      | Choi Sug-I               | KOR |
| 9      | Barbara Andolina         | ITA |
| 9      | Eva Bisséni              | FRA |
| 9      | Tsvetana Bozhilova       | BUL |
| 9      | Karina Bryant            | GBR |
| 13     | Tatiana Martine Bvegadzi | CGO |
| 13     | Carmen Chalá             | ECU |
| 13     | Erdene-Ochiryn Dolgormaa | MGL |
| 13     | Sandra Köppen            | GER |
| 17     | Lee Hsiao-Hung           | TPE |
| 17     | Jessica Malone           | AUS |
| 17     | Eleni Patsiou            | GRE |
| 17     | Lucija Polavder          | SLO |
| 21     | Samah Ramadan            | EGY |
| 21     | Vanessa Zambotti         | MEX |